# Neisse Verlag
Der Neisse Verlag ist ein deutscher Verlag für Geisteswissenschaften und Belletristik mit Sitz in Dresden. Der Verlag wurde 1998 durch Silvia und Detlef Krell gegründet.

## Verlagsprogramm
Schwerpunkte des Verlagsprogramms sind wissenschaftliche Publikationen zur schlesischen und deutschen Literaturgeschichte sowie zur polnischen Geschichte und Gegenwart und den deutsch-polnischen Beziehungen.
Seit 2004 erscheint im Neisse Verlag die Vierteljahresschrift Silesia Nova. Institutionelle Träger sind das Institut für Germanische Philologie der Universität Breslau und das Willy-Brandt-Zentrum für Deutschland- und Europastudien der Universität Breslau. Die Zeitschrift wird herausgegeben von den Literaturwissenschaftlern Edward Białek, Anna Mańko-Matysiak, Andrzej Zawada, den Historikern Krzysztof Ruchniewicz und Rościsław Żerelik, dem Kunsthistoriker Rainer Sachs, dem Buchhändler und Redakteur Thomas Maruck und dem Verleger Detlef Krell. In Silesia Nova werden wissenschaftliche, populärwissenschaftliche und journalistische Beiträge zur schlesischen Kulturgeschichte, zur polnischen und mitteleuropäischen Kulturgeschichte und Gegenwart und zu den deutsch-polnischen Beziehungen publiziert.
In der von Edward Białek, Mirosława Czarnecka und Hans-Gert Roloff herausgegebenen Reihe Hauptmanniana erscheinen Beiträge zum Werk von Carl Hauptmann und Gerhart Hauptmann.
Die Dresdener Wissenschaftliche Bibliothek vereint Publikationen junger Geisteswissenschaftler.
Seit 2012 veröffentlicht der Verlag die geisteswissenschaftliche Schriftenreihe der Akademie Herrnhut.
Zahlreiche Bücher werden gemeinsam mit den Breslauer Partnerverlagen Oficyna Wydawnicza Atut – Wrocławskie Wydawnictwo Oświatowe und Quaestio herausgegeben, darunter die deutschsprachigen Publikationen der Reihen Beihefte zum Orbis Linguarum und Dissertationes Inaugurales Selectae.